# 足跡 (Little Glee Monsterの曲)
「足跡」（あしあと）は、日本の音楽グループ・Little Glee Monsterの楽曲。16枚目のシングルとして、2020年9月2日にソニー・ミュージックレコーズから発売。

## 概要
前作『ECHO』から約1年振りとなるシングル。
- ジャケット写真は、別々のカメラマン[注 1]がそれぞれのメンバーを撮影したアートワークになっており、初回盤には52ページA5サイズのブックレットを封入している[1]。

### 楽曲解説
足跡
- 「第87回NHK全国学校音楽コンクール」中学校の部、課題曲としてメンバーが書き下ろした楽曲。メンバーによる作詞曲は「MY HOME」以降、4度目である[注 2]。本曲に対しメンバーは「だれもが簡単に発信できる時代、簡単な言葉で人を傷つけてしまったり、傷ついてしまうようなことがあって、そんな時代だからこそ、自分自身をしっかり見つめて歩いていってほしいということを歌詞に込めました。この歌が皆さんの人生でずっとそばにいて、励ましてくれるような1曲になることを願っています。」と語っている。
- ミュージック・ビデオは、朝日が昇る明け方に撮影され「君に届くまで」以来となるワンカットで撮影された。『MTV VMAJ 2020』にて最優秀ポップビデオ賞を受賞した。
- 新型コロナウイルス感染拡大を防止するため、第87回のコンクールが中止となったが、翌年に開催された「第88回NHK全国学校音楽コンクール中学校の部」の課題曲として歌い継がれた。

## リリース

### 形態
| 発売日       | レーベル    | 最高順位 | 販売形態 | 規格品番     | 備考                                  |
| ------------ | ----------- | -------- | -------- | ------------ | ------------------------------------- |
| 2020年9月2日 | gr8!records | 5位      | CD+DVD   | SRCL-11517/8 | 初回盤:52ページA4サイズフォトブック付 |
| 2020年9月2日 | gr8!records | 5位      | CD       | SRCL-11519   | 通常盤                                |

### 特典[2]
- 応援店舗 - 告知ポスター
- タワーレコード - オリジナルポストカード
- HMV - オリジナルクリアファイル
- WonderGOO/新星堂 - オリジナルステッカー（通常盤ジャケット写真）
- 楽天ブックス - オリジナル缶ミラー
- Sony Music Shop - オリジナルステッカー（初回盤ジャケット写真ー
- セブンネットショッピング - オリジナルステッカー（アーティスト写真）
- TSUTAYA - オリジナルポストカード（全5種からランダム1種）
- Amazon.co.jp - メガジャケ

## 収録曲

### CD
通常盤・初回盤共通
| 01           | 足跡                                       | Little Glee Monster                              | IWATSUBO KOUDAI・Carlos K.                       | IWATSUBO KOUDAI・Carlos K. | 4:15  | MV - YouTube |  |  |
| 02           | Be My Baby                                 | 丸谷マナブ                                       | 丸谷マナブ・Carlos K.                            | 丸谷マナブ・Carlos K.      | 3:44  |              |  |  |
| 03           | AIN'T NO MOUNTAIN HIGH ENOUGH              | ニコラス・アシュフォード・ヴァレリー・シンプソン | ニコラス・アシュフォード・ヴァレリー・シンプソン |                            | 3:00  |              |  |  |
| 04           | 足跡 合唱 ver. featuring NHK東京児童合唱団 | Little Glee Monster                              | IWATSUBO KOUDAI・Carlos K.                       | 上田真樹                   | 4:40  |              |  |  |
| 合計収録時間 | 合計収録時間                               | 合計収録時間                                     | 合計収録時間                                     | 合計収録時間               | 15:30 |              |  |  |

### DVD
初回盤
＞BRIGHT NEW WORLD＜ スペシャルオンデマンドライブ -Live on 2020.06.27-
| #  | 曲名                         | 備考                 |
| -- | ---------------------------- | -------------------- |
| 01 | In Your Calling              | Live Video - YouTube |
| 02 | Classic                      |                      |
| 03 | Love Yourself                |                      |
| 04 | いつかこの涙が               |                      |
| 05 | YOU'VE GOT A FRIEND          |                      |
| 06 | 足跡                         |                      |
| 07 | I Feel The Light             |                      |
| 08 | ECHO                         |                      |
| 09 | だから、ひとりじゃない       | Live Video - YouTube |
| 10 | OVER                         | Live Video - YouTube |
| 11 | 世界はあなたに笑いかけている |                      |

## テレビ披露
| 日時           | 放送局                             | 番組名                                             | 備考                                                                       |
| -------------- | ---------------------------------- | -------------------------------------------------- | -------------------------------------------------------------------------- |
| 2020年4月26日  | NHK総合                            | 「お部屋でSING!」                                  | テレビ初披露                                                               |
| 2020年8月10日  | TBS                                | CDTVライブ.ライブ!                                 | フルサイズ初披露                                                           |
| 2020年8月26日  | フジテレビ                         | 「2020 FNS歌謡祭 夏」                              | 大阪市立文の里中学校・合唱部と共に披露                                     |
| 2020年8月27日  | フジテレビNEXT フジテレビNEXTsmart | 「西川貴教の僕らの音楽」                           | 芹奈が体調不良の為、芹奈を除く4人で出演。                                  |
| 2020年8月29日  | フジテレビ                         | 「MUSIC FAIR」                                     |                                                                            |
| 2020年9月1日   | NHK総合                            | 「うたコン」                                       |                                                                            |
| 2020年9月4日   | テレビ朝日                         | 「MUSIC STATION」                                  |                                                                            |
| 2020年9月4日   | 日本テレビ                         | 「バズリズム」                                     |                                                                            |
| 2020年9月7日   | TBS                                | 「CDTVライブ!ライブ!」                             |                                                                            |
| 2020年10月27日 | NHK総合                            | 「わが心の大阪メロディー」                         |                                                                            |
| 2020年11月9日  | Eテレ                              | 「沼にハマってきいてみた」                         |                                                                            |
| 2020年11月23日 | Eテレ                              | 「Nコン2020 みんなのコンサート」                   |                                                                            |
| 2020年12月25日 | テレビ朝日                         | 「MUSIC STATION ウルトラ SUPER LIVE 2020」         | 2020年12年に芹奈が休養を発表してから初の歌唱。                             |
| 2020年12月30日 | TBS                                | 「第62回輝く！日本レコード大賞」                   |                                                                            |
| 2020年12月31日 | NHK                                | 「第71回NHK紅白歌合戦」                            | 芹奈が休養中の為、4人での出場となった。冒頭部分をアカペラで歌唱した。      |
| 2021年1月1日   | TBS                                | 「CDTV!ライブ!ライブ! 年越しスペシャル 2020→2021」 |                                                                            |
| 2021年2月6日   | NHK総合                            | 「SONGS」                                          | メドレー中の1曲として歌唱された。                                          |
| 2021年5月8日   | NHK総合                            | 「みんなのうた60フェス」                           |                                                                            |
| 2021年8月14日  | NHK総合                            | 「ライブ・エール 2021 第１部」                     |                                                                            |
| 2022年1月4日   | TBS                                | UTAGE!2022新春4時間スペシャル                      | 番組企画内でKis-My-Ft2のメンバー千賀健永によるピアノ伴奏と共に披露された。 |

## 収録作品
足跡
- 『GRADATI∞N』(#16・Disc 3)
- 『Journey』(#11・初回盤B Disc 2)
  - ライブ・ヴァージョンで収録。

Be My Baby
- 『GRADATI∞N』(#9・Disc 2)

## ライブ映像作品
| 曲名 | 公演                                      |
| ---- | ----------------------------------------- |
| 足跡 | Little Glee Monster 10th Anniversary Live |

## Little Glee Monster Live on 2020 -足跡-
『Little Glee Monster Live on 2020 -足跡-』は、Little Glee Monsterが2020年に開催したワンマンライブ。

### 概要
- 新型コロナウイルス感染拡大に伴い、2020年に開催予定だった全国ツアーが全公演延期となり、2020年唯一のライブ会場でのワンマンライブとしてオンデマンドで開催された。
- 2日間に渡り開催され、衣装もセットリストも両日で替えてのパフォーマンスされた。

### セットリスト
Day.1 -HARMONY-
1. HARMONY
2. Don't Worry Be Happy
3. Be My Baby
4. 足跡 Special Medley
5. So Long Good Bye
6. JOY
7. CLOSE TO YOU
8. Love To The World
9. 好きだ。
10. 世界はあなたに笑いかけている
11. 足跡

Day.2 -GROOVY-
1. Be My Baby
2. 恋を焦らず
3. ギュッと
4. 足跡 Special Medley
5. 夏になって歌え
6. move on
7. SPIN
8. I BELIEVE
9. 明日へ
10. 足跡
11. 世界はあなたに笑いかけている

### 日程
| 年     | 公演日  | 曜日 | 都市   | 会場                 |
| ------ | ------- | ---- | ------ | -------------------- |
| 2020年 | 9月25日 | 金曜 | 東京都 | 東京ガーデンシアター |
| 2020年 | 9月26日 | 土曜 | 東京都 | 東京ガーデンシアター |